# Patti Davis
Patti Davis (nascuda el 21 d'octubre de 1952) és una actriu i autora estatunidenca És la filla de l'expresident dels Estats Units Ronald Reagan i de la seva segona dona, Nancy Reagan.